# Niambia politus
Niambia politus là một loài chân đều trong họ Platyarthridae. Loài này được Omer-Cooper miêu tả khoa học năm 1924.